# Burnham Ramblers F.C.
Burnham Ramblers FC là một câu lạc bộ bóng đá có trụ sở tại Burnham-on-Crouch, Essex, Anh. Đội bóng hiện thi đấu tại Eastern Counties League Division One South và có sân nhà ở Leslie Fields.

## Danh hiệu
- Essex Senior League
  - Nhà vô địch mùa giải 2012–13
  - Nhà vô địch Harry Fisher Cup mùa giải 1996–97
  - Nhà vô địch Gordon Brasted Memorial Trophy các mùa giải 2008–09, 2010–11, 2012–13
- Essex Olympian League
  - Nhà vô địch mùa giải 1966–67
- Mid-Essex League
  - Nhà vô địch các mùa giải 1927–28, 1954–55, 1962–63
  - Nhà vô địch Premier Division Cup các mùa giải 1955–56, 1961–62[2]
  - Nhà vô địch Fred Brooks Memorial Trophy các mùa giải 1955–56, 1961–62[2]
- Tolleshunt D'Arcy Cup
  - Nhà vô địch mùa giải 2004–05, 2009–10

## Thống kê
- Thành tích tốt nhất tại FA Cup: Vòng loại thứ hai các mùa giải 2003–04, 2005–06[3]
- Thành tích tốt nhất tại FA Trophy: Vòng loại đầu tiên mùa giải 2013–14[3]
- Thành tích tốt nhất tại FA Vase: Vòng năm mùa giải 1988–89[3]
- Kỷ lục khán giả đến sân: 1,500 người trong trận đấu giao hữu với Arsenal[1]